# Chrášťany (Kolíni járás)
Chrášťany település Csehországban, a Kolíni járásban. Chrášťany Třebovle, Chotutice, Přistoupim, Kšely, Vitice, Vrbčany, Český Brod és Klučov településekkel határos. Lakosainak száma 777 fő (2024. január 1.).

## Népesség
A település lakosságának változását az alábbi diagram mutatja:
| Lakosok száma | 1072 | 1343 | 1154 | 910  | 650  | 622  | 722  | 738  | 702  | 777  |
|               | 1869 | 1890 | 1921 | 1950 | 1980 | 2001 | 2017 | 2019 | 2022 | 2024 |